# Stonebridge Press
Ne doit pas être confondu avec Stone Bridge Press.
Stonebridge Press est un éditeur de presse privé basé à Southbridge dans le Massachusetts aux États-Unis. Il a été créé le 27 octobre 1995 à la suite du rachat des journaux édités par la société Worcester County Newspapers, cette dernière ayant fait faillite.
En plus des journaux distribués dans le Massachusetts, la compagnie publie des hebdomadaires dans le New Hampshire via sa fialiale Salmon Press et dans le nord du Connecticut sous le nom de Villager Newspapers. Au total, ce sont 23 journaux qui sont distribués à plus de 200 000 personnes dans les États du Massachusetts, Connecticut, New Hampshire et Vermont.

## Journaux édités
Le Southbridge Evening News est le quotidien local phare de Stonebridge Press. Le siège de la rédaction se trouve au 25 Elm Street à Southbridge, où sont d'ailleurs installés d'autres organismes de presse, de même que l'administration, le département des sports, les rédactions locales et plusieurs autres hebdomadaires de la société. Les locaux pour l'impression sont situées non loin de là (dans l'ancien site de American Optical).
Outre le Southbridge Evening News, Stonebridge Press publie deux hebdomadaires payants, chacun comptant un peu moins de 3000 abonnées, et neuf hebdomadaires gratuits délivrés à toute habitation située dans leur zone de couverture. La liste complète des journaux directement publiés par Stonebridge Press est donnée ci-dessous.
| Journal                   | Diffusion | Siège       | Villes couvertes                                                                   |
| ------------------------- | --------- | ----------- | ---------------------------------------------------------------------------------- |
| Auburn News               | Payant    | Southbridge | Auburn                                                                             |
| Blackstone Valley Tribune | Gratuit   | Southbridge | Douglas, Northbridge, Uxbridge                                                     |
| Charlton Villager         | Gratuit   | Southbridge | Charlton                                                                           |
| Killingly Villager        | Gratuit   | Putnam      | Brooklyn, Killingly                                                                |
| Putnam Villager           | Gratuit   | Putnam      | Putnam                                                                             |
| Southbridge Evening News  | Payant    | Southbridge | Southbridge, Sturbridge, Charlton                                                  |
| Spencer New Leader        | Gratuit   | Southbridge | Brookfield, Leicester, North Brookfield, Spencer, West Brookfield, East Brookfield |
| Sturbridge Villager       | Gratuit   | Southbridge | Sturbridge, Brimfield, Holland, Wales                                              |
| Thompson Villager         | Gratuit   | Putnam      | Thompson                                                                           |
| The Webster Times         | Gratuit   | Southbridge | Dudley, Oxford, Webster                                                            |
| Winchendon Courier        | Payant    | Winchendon  | Winchendon                                                                         |
| Woodstock Villager        | Gratuit   | Putnam      | Eastford, Pomfret, Woodstock                                                       |

Les principaux concurrentes de la société sont le quotidien Telegram & Gazette localisé à Worcester, ainsi que le The Gardner News à Winchendon, le Norwich Bulletin dans le Connecticut et The Milford Daily News dans la région de Blackstone Valley (Massachusetts).

## Historique
Les journaux aujourd'hui édités par Stonebridge Press étaient à l'origine détenus par Loren F. Ghiglione. Mais en 1995, ces derniers sont saisies et revendus à d'anciens cadres de Capital Cities/ABC, pour un montant non divulgué. 
La vente, conclue par Community Newspaper Company, une filiale de Fidelity Investments (un des premiers créanciers de la société), met ainsi fin à l'« empire médiatique » de Loren Ghiglione, après 26 années de développement. 

### Les débuts de Worcester County Newspapers
Ghiglione commence son ascension au sein de la presse du Massachusetts par le rachat du Southbridge Evening News, fondé et détenu par la famille McNitt, en 1969. Il marque ainsi les débuts de sa société d'édition connue sous le nom de Worcester County Newspapers. Durant les années 70 et 80, il acquiert en tout une vingtaine d'hebdomadaires, que ce soit revues spécialisées ou petites annonces, dans les communes voisines, si bien qu'en 1988, la société, qui imprime à 241 000 exemplaires, a la plus forte audience de toute la région. Ces journaux forment finalement la collection d'hebdomadaires Stonebridge. Ghiglione mène aussi des opérations de rachat de rotatives de presses.
En plus de cela, Worcester County Newspapers publient de nombreux autres titres, comme The Voice, hebdomadaire couvrant Boylston, Northborough, Shrewsbury et Westborough, ainsi que trois journaux de petites annonces dans le sud du comté de Worcester, le Wachusett People à Holden et West Boylston, l'hebdomadaire The Observer Patriot à Putnam, et enfin Jaffrey-Rindge Chronicle à Jaffrey.
À la fin des années 80 cependant, l'empire de Ghiglione commence à paraître trop éparpillé et peu rentable. En 1986, il achète pour 3 millions de dollars US deux rotatives modernes pour ses locaux d'Auburn. En 1987, il achète le Worcester Magazine, hebdomadaire concurrent employant beaucoup de personnel. La région entre aussi en période de récession économique à cette époque, se traduisant par un déclin des ventes alors même que les coûts d'impression augmentent. Enfin, en 1992, un quotidien concurrent, le Telegram & Gazette, étoffe son offre locale en couvrant les banlieues et zones rurales par zones, portant un autre coup à Worcester County Newspapers.

### Restructuration et rachat
Les profits de la compagnie sont estimés à un million de dollar annuels en 1985. Dix ans plus tard, elle affiche jusqu'à 3,5 millions de dollars de dettes et 1,9 million d'impayés. Ghiglione essaye alors de redresser ses comptes en restructurant la compagnie. Il a déjà vendu le Worcester Magazine dès 1990, et en 1995, il fait de même avec l'intégralité des journaux de Shrewsbury, Holden et Putnam, tous déficitaires. Il supprime aussi l'édition du samedi du Evening News et adopte le format tabloïd, plus petit. Le site d'impression d'Auburn est également cédé à la Community Newspaper Company, et les impressions sont réalisées par Turley Publications à Palmer.
Néanmoins, ces mesures ne suffisent pas. Ghiglione fait finalement faillite et se défait de sa compagnie au profit de Community Newspaper en octobre 1995, licenciant ses 87 employés (dont 58 seront repris par la future Stonebridge Press). Au moment de la vente, l'ensemble de ses journaux touchaient environ 90 000 lecteurs, bien loin de ses meilleurs chiffres dans les années 80. Stonebridge Press remplace alors la Worcester County Newspapers. 
Les associés de Ghiglione explique la faillite par le style journalistique trop ampoulé et académique de ce dernier, loin du simple journalisme d'information. George Geers, éditeur historique du Southbridge Evening News, déclare notamment : « Il excellait comme éditeur d'une petite ville qui vouvait tenir tête aux grandes métropoles, aux grands éditeurs. Mais les sujets qui l'intéressaient ne cadraient pas avec la presse locale. Les gens de Southbridge étaient concernés par les classes trop nombreuses au lycée ou la construction d'un nouveau commissariat, et Loren [Ghiglione] ne s'intéressait tout simplement pas à ce genre de choses. » Par la suite, Ghiglione, qui s'était bâti une réputation de journaliste émérite, est recruté par le musée du journalisme à Washington (le Newseum). 

### Réorientation locale de Stonebridge Press
En 2005, Stonebridge Press s'étend de nouveau aux régions du nord du Connecticut en rachetant le Putnam Villager, hebdomadaire publié à Putman, ainsi que trois autres hebdomadaires gratuits par la suite (Killingly Villager, Thompson Villager et Woodstock Villager). Le nom « Villager » est aussi employé pour d'autres hebdomadaires gratuits à partir de juillet 2007, comme le Sturbridge Villager distribué à Sturbridge, Wales, Holland et Brimfield. Un nouveau concurrent, The Tantasqua Town Common, est lancé à cette période par Turley Publications, basé à Palmer. Les schémas traditionnels de ventes évoluent aussi à ce moment-là, notamment lorsque Stonebridge Press transforme ses journaux Webster Times, Spencer New Leader et Blackstone Valley Tribune en hebdomadaires entièrement gratuits et envoyés par la poste à toute habitation située dans leur zone de couverture. Ainsi, en adoptant une politique de diffusion résolument locale, la société réussit à surpasser des quotidiens plus généraux, y compris durant la crise financière de 2008.

## Sources et références
1. 1 2 3  (en) Harold Gushue, « County Newspapers Chain Has New Owners », Telegram & Gazette,‎ 28 octobre 1995 (ISSN 1050-4184)
2. ↑  (en) « Stonebridge Press », Stonebridge Press
3. 1 2 3  (en) Chris Pope, « The Rise and Fall of Loren Ghiglione's News Empire », Telegram & Gazette,‎ 26 novembre 1995, E1 (ISSN 1050-4184)
4. ↑  (en) Harold Gushue, « Local Paper Shuts Plant; Worcester County Newspapers to Contract », Telegram & Gazette,‎ 25 mars 1995 (ISSN 1050-4184)
5. ↑  (en) Paul Carr, « Suddenly, it’s raining newspapers all over Sturbridge », The Sturbridge Times, vol. 1, no 2,‎ août 2007, p. 1 (lire en ligne)